# Generación de Sabios
«Generación de Sabios» es el apelativo con el que Pedro Laín Entralgo definió a la generación científica española de la década de 1880 que protagoniza el despegue de la ciencia española hacia la producción propia y la internacionalidad, con base en el trabajo realizado por las generaciones anteriores de científicos, las llamadas «generaciones intermedias», iniciándose así la «Edad de Plata» de la ciencia española. Fue el arquetipo de científico de esta generación el médico neurólogo Santiago Ramón y Cajal.

## Miembros adscribibles

### Medicina y ciencias biológicas
- Francisco Mas y Magro.
- Santiago Ramón y Cajal
- Jorge Francisco Tello Muñoz
- Domingo Sánchez y Sánchez
- Federico Olóriz Aguilera

### Humanidades y ciencias sociales
- Marcelino Menéndez Pelayo